# Okręgowe rozgrywki w piłce nożnej woj. warszawskiego (1922)
2. Edycja okręgowych rozgrywek w piłce nożnej województwa warszawskiego
| Rozgrywki | Poziomy rozgrywkowe w sezonie 1922 | Poziomy rozgrywkowe w sezonie 1922 | Poziomy rozgrywkowe w sezonie 1922 | Poziomy rozgrywkowe w sezonie 1922 | Poziomy rozgrywkowe w sezonie 1922 | Poziomy rozgrywkowe w sezonie 1922 | Poziomy rozgrywkowe w sezonie 1922 | Poziomy rozgrywkowe w sezonie 1922 | Poziomy rozgrywkowe w sezonie 1922 |                    |
| --------- | ---------------------------------- | ---------------------------------- | ---------------------------------- | ---------------------------------- | ---------------------------------- | ---------------------------------- | ---------------------------------- | ---------------------------------- | ---------------------------------- | ------------------ |
| Centralne | I poziom ligowy                    | Mistrzostwa Polski                 | Mistrzostwa Polski                 | Mistrzostwa Polski                 | Mistrzostwa Polski                 | Mistrzostwa Polski                 | Mistrzostwa Polski                 | Mistrzostwa Polski                 | Mistrzostwa Polski                 | Mistrzostwa Polski |
| Okręgowe  | II poziom ligowy                   | Klasa A                            | Klasa A                            | Klasa A                            | Klasa A                            | Klasa A                            | Klasa A                            | Klasa A                            | Klasa A                            |                    |
| Okręgowe  | III poziom ligowy                  | Klasa B                            | Klasa B                            | Klasa B                            | Klasa B                            | Klasa B                            | Klasa B                            | Klasa B                            | Klasa B                            |                    |
| Okręgowe  | IV poziom ligowy                   | Klasa C (2 grupy)                  | Klasa C (2 grupy)                  | Klasa C (2 grupy)                  | Klasa C (2 grupy)                  | Klasa C (2 grupy)                  | Klasa C (2 grupy)                  | Klasa C (2 grupy)                  | Klasa C (2 grupy)                  |                    |

## Klasa A - II poziom rozgrywkowy
| Poz. | Drużyna          | M | Z | R | P | Bramki | Pkt. |
| ---- | ---------------- | - | - | - | - | ------ | ---- |
| 1    | Polonia Warszawa | 8 | 7 | 1 | 0 | 31:7   | 15   |
| 2    | Warszawianka (b) | 8 | 4 | 1 | 3 | 18:18  | 9    |
| 3    | Korona Warszawa  | 8 | 4 | 0 | 4 | 15:20  | 8    |
| 4    | AZS Warszawa (b) | 8 | 2 | 0 | 6 | 13:25  | 4    |
| 5    | WKS Warszawa     | 8 | 1 | 2 | 5 | 14:21  | 4    |

| Mecze | POL | WAR | KOR | AZS | WKS |
| ----- | --- | --- | --- | --- | --- |
| POL   | X   | 4:0 | 4:1 | 3:0 | 3:2 |
| WAR   | 1:6 | X   | 5:0 | 5:2 | 4:4 |
| KOR   | 1:3 | 0:1 | X   | 3:2 | 2:1 |
| AZS   | 1:7 | 1:2 | 1:3 | X   | 3:2 |
| WKS   | 1:1 | 1:0 | 3:4 | 0:3 | X   |

- W następnym sezonie fuzja WKS-u z Koroną Warszawa, klub na chwilę zmienił nazwę na WKS Korona[1], następnie przed startem nowego sezonu na WKS Legia.[2]

## Klasa B - III poziom rozgrywkowy
| Poz. | Drużyna             | M | Z | R | P | Bramki | Pkt. |
| ---- | ------------------- | - | - | - | - | ------ | ---- |
| 1    | Warszawianka II     | 8 | 5 | 2 | 1 | 25:4   | 12   |
| 2    | Makabi Warszawa     | 8 | 5 | 2 | 1 | 20:5   | 12   |
| 3    | WKS II              | 8 | 4 | 1 | 3 | 20:16  | 9    |
| 4    | Polonia II Warszawa | 7 | 2 | 1 | 4 | 8:15   | 5    |
| 5    | AZS II Warszawa     | 7 | 0 | 0 | 7 | 3:36   | 0    |

| Mecze            | WAR2 | MAK | WKS2 | POL2 | AZS2 |
| ---------------- | ---- | --- | ---- | ---- | ---- |
| WAR2             | X    | 0:0 | 7:1  | 3:0  | 10:0 |
| MAK              | 0:1  | X   | 3:1  | 3:0  | 1:0  |
| WKS2             | 1:0  | 1:1 | X    | 4:1  | 4:1  |
| POL2             | 1:1  | 1:3 | 3:1  | X    | 2:0  |
| AZS2             | 1:3  | 1:9 | 0:7  | brak | X    |
| I seria II seria |      |     |      |      |      |

- Brak wyniku meczu AZS II : Polonia II, prawdopodobnie nie został rozegrany.

```
Mecz barażowy o pozostanie/awans do klasy A.

AZS Warszawa : Makabi Warszawa 3:2
Makabi Warszawa : AZS Warszawa 0:1
[
3
]
```

## Klasa C - IV poziom rozgrywkowy
| Poz. | Drużyna           | M | Z | R | P | Bramki | Pkt. |
| ---- | ----------------- | - | - | - | - | ------ | ---- |
| 1    | WHKS Warszawa     |   |   |   |   |        | -    |
| 2    | Warszawianka III  |   |   |   |   |        | -    |
| 5    | Królewia Warszawa |   |   |   |   |        | -    |
| 4    | AZS III Warszawa  |   |   |   |   |        | -    |
| 5    | Skra Warszawa     |   |   |   |   |        | -    |
| 6    | Naprzód Warszawa  |   |   |   |   |        | -    |

| Poz. | Drużyna              | M | Z | R | P | Bramki | Pkt. |
| ---- | -------------------- | - | - | - | - | ------ | ---- |
| 1    | Polonia III Warszawa |   |   |   |   |        | -    |
| 2    | Barkochba Warszawa   |   |   |   |   |        | -    |
| 5    | Makabi II Warszawa   |   |   |   |   |        | -    |
| 4    | Przebój Warszawa     |   |   |   |   |        | -    |
| 5    | Olimpia Warszawa     |   |   |   |   |        | -    |

Eliminacje do klasy B

Awans WHKS Warszawa.